# Крулікув
Крулікув (пол. Królików) — село в Польщі, у гміні Ґродзець Конінського повіту Великопольського воєводства.
Населення — 611 осіб (2011).
У 1975-1998 роках село належало до Конінського воєводства.

## Демографія
Демографічна структура станом на 31 березня 2011 року:
|          | Загалом | Допрацездатний вік | Працездатний вік | Постпрацездатний вік |
| -------- | ------- | ------------------ | ---------------- | -------------------- |
| Чоловіки | 308     | 76                 | 198              | 34                   |
| Жінки    | 303     | 67                 | 164              | 72                   |
| Разом    | 611     | 143                | 362              | 106                  |